# اولد میچوال
اولد میچوال (به انگلیسی: Old Mutual) شرکت خدمات مالی بریتانیایی و چندملیتی است، که در زمینه ارائه خدمات بیمه عمر، مدیریت سرمایه‌گذاری و بانکداری فعالیت می‌کند. این شرکت هم‌اکنون دارای بیش از ۱۴ میلیون مشتری در کشورهای مختلف می‌باشد.
شرکت اولد میچوال در سال ۱۸۴۵ توسط جان فیربایم در شهر کیپ‌تاون، آفریقای جنوبی تأسیس شد. دفتر مرکزی این شرکت در شهر لندن، بریتانیا قرار دارد و بخشی از سهام آن در بازارهای بورس ژوهانسبورگ و بورس لندن معامله می‌شود.